# Eigenmannia humboldtii
Eigenmannia humboldtii är en fiskart som först beskrevs av Steindachner, 1878.  Eigenmannia humboldtii ingår i släktet Eigenmannia och familjen Sternopygidae. Inga underarter finns listade i Catalogue of Life.